# Eugenio Torelli Viollier
Eugenio Torelli Viollier (né à Naples le 26 mars 1842, mort dans la même ville le 26 avril 1900) est un journaliste et un homme politique italien.
En 1876, il a été le créateur et cofondateur de ce qui est aujourd'hui le principal quotidien italien, le Corriere della Sera. Il en fut le directeur de sa fondation à sa mort en 1900. Ce fut Torelli Viollier qui choisit Luigi Albertini comme son successeur.

## Biographie
Eugenio Torelli est le fils de l'avocat napolitain, Francesco Torelli, qui appartenait à une famille de juristes libéraux-réformistes fidèle au royaume des Deux-Siciles. Sa mère est française, Joséphine Viollier, seconde épouse de Francesco.
Il est rapidement orphelin et en 1852, il est confié, avec ses frères et sœurs, à sa demi-sœur Luisa, la fille du premier mariage de son père.

### L'adhésion au mouvement garibaldien
Le 25 juin 1860, le roi François II des Deux-Siciles instaure la Constitution accordée par son père Ferdinand II en 1848 et depuis dénoncée.  
Les mêmes personnes ou leurs parents proches qui ont pour origine l'éphémère expérience de 1848 font partie des nouvelles institutions. Le père d'Eugenio étant mort, son fils le remplace de droit. Mais, Torelli ne peut répondre à l'appel, avec le fils d'un autre patriote de 1848, il sillonne le sud de l'Italie pour faire de la propagande pour le général Giuseppe Garibaldi.
Le roi François II, avant de fuir vers Gaète, promeut Torelli (et d'autres) à un grade supérieur, pour lequel il est prévu un salaire alors que la tache qui lui était assignée n'en prévoyait pas. Ce n'est que lors de son retour dans le sillage de Garibaldi qu'il prend connaissance de sa promotion.
En fait, son départ de Naples et son adhésion aux chemises rouges sont motivés par la haine envers la bureaucratie bourbonne qu'il considère constituée de « lèche pieds plus réalistes que le roi ». Plus d'une fois il présente comme exemple négatif l'administration bourbonne et, jusqu'en 1894, il a une attitude anti-sudiste, non exempte de préjugés.
Le 13 janvier 1861, il entre dans Naples avec les garibaldiens et il fait partie de l'administration provisoire. Au moment de décider de poursuivre sa carrière et de s'installer, éventuellement, à Turin, il démissionne.

### De Naples à Milan
Alexandre Dumas, le fondateur du quotidien napolitain L'Indipendente , engage Torelli, qui devient aussi son secrétaire particulier, poste qu'il occupe pendant quatre ans.

En 1864, Dumas repart en France et décide de l'emmener avec lui à Paris. Torelli fait la connaissance de l'éditeur italien Edoardo Sonzogno, qui se rend fréquemment à Paris pour son travail.

Après quelques mois, il est à Milan au service de sa maison d'édition. Il obtient un passeport français et associe le nom de sa mère à celui de son père. En janvier 1866, il est rédacteur et directeur de deux périodiques de Sonzogno : L'illustrazione universale et L'Emporio pittoresco. 
En 1871, il commence à travailler pour le principal quotidien milanais, Il Secolo, édité toujours par Sonzogno où il s'occupe de la rubrique nécrologique ainsi que de la critique théâtrale. Il collabore avec Il Gazzettino rosa de Bizzoni et Felice Cavallotti, à l'époque politiquement modéré, et il s'en détache lorsque le journal emprunte des tons plus radicaux et anti-monarchiques. Lorsque  il Secolo se déplace vers le camp mazzinien, il prend ses distances avec Sonzogno. Le changement d'orientation de Sonzogno et de ses journaux est la conséquence de la Commune de Paris, du scandale de la Royauté impliquée dans le monopole des tabacs et du procès Lobbia. 
Malgré cela, Torelli reste au Il Secolo pendant l'année 1871 bien que ne partageant pas la ligne éditoriale du titre, il veille à ne pas s'engager politiquement. Cette situation ainsi que son mauvais caractère lui valent des ennemis. Après avoir quitté le Il Secolo, Cavallotti, son ancien ami de Naples, devient son principal ennemi, et l'animosité entre les deux hommes se poursuivra jusqu'à la fin de leur vie.
La rupture définitive avec  Sonzogno intervient en 1872, quand Torelli Viollier passe au Corriere di Milano de son concurrent Treves, il s'agit, comme avec Dumas, d'une fracture qui ne rompt pas les rapports personnels amicaux. Treves est éditée et dirigée par Emilio Treves, dont le quotidien adopte des positions plus modérées et constitutionnelles, plus conformes à Torelli Viollier. 
C'est au Corriere di Milano, qu'il commence à s'occuper de politique. Il est aussi rédacteur de l’Illustrazione Italiana (à ne pas confondre avec le presque homonyme journal de Sonzogno), ce qui améliore sa situation financière. Aussi, il fait venir à Milan sa demi-sœur Luisa et un de ses frères, le plus jeune, Titta Torelli. Le Corriere di Milano disparait rapidement, absorbé par  il Pungolo. Treves et Torelli Viollier quittent le journal.
De fin 1874 à l'automne 1875, Torelli Viollier est sans emploi et il connait une période de difficultés.

### La direction deLa Lombardia
À l'automne 1875, l'avocat Riccardo Pavesi cherche à acquérir La Lombardia – journal proche du pouvoir piémontais depuis 1859 – qui publie les actes officiels de ma Province de Milan. Il recherche aussi un jeune directeur, dynamique et surtout non compromis, le profil type de Torelli Viollier.
Grâce à leurs connaissances communes, Torelli Viollier participe aux négociations qui se déroulent dans l'historique Caffè Gnocchi et auxquelles participent, le journaliste Vincenzo Labanca, un ami de Torelli Viollier, l'oncle de celui-ci le philosophe Baldassarre Labanca, et Tommaso Randelli, vieil ami aussi bien de  Vincenzo Labanca que de Torelli Viollier. À la fin des négociations, Torelli Viollier obtient la direction du journal avec un bon salaire. 
À la tête du La Lombardia, il a la possibilité d'évoluer professionnellement, d'être connu et d'être en contact avec les milieux politiques qui lui sont proches et avec les gens qui ont des capitaux pour réaliser des projets.
L'expérience à la direction du journal ne dure que quelques mois, Torelli Viollier a déjà à l'esprit la création d'un nouveau quotidien et il poursuit son objectif avec ténacité. Fasciné par le modèle britannique, il pense à un quotidien totalement indépendant aussi bien de la Droite et de l'Association constitutionnelle, dont il se sent proche. 
Jusqu'en 1875, la création d'un nouveau journal est empêchée par deux obstacles : l'absence d'un sponsor qui ne demande pas de contreparties politiques ou personnelles, le manque d'espace compte tenu que Milan dispose déjà de huit quotidiens : dans le camp modéré Il Secolo, dans le camp conservateur Il Pungolo et la Perseveranza qui font le plein de lecteurs.

### La genèse duCorriere della Sera
À la fin de 1875, ces deux obstacles commencent à vaciller : tout d’abord, la défaite électorale de la droite se profile et l'inévitable changement de pouvoirs. De plus, l'expérience à la tête du La Lombardia l'a rapproché de personnalités qui disposent de capitaux qui peuvent constituer les sponsors qu'il recherche.
Ce bouleversement politique donne naissance, au sein de la droite, à un modérantisme qui crée un espace politique dans lequel peut s'insérer un nouveau journal, empreint de valeurs de droite mais capable de dialogues et de confrontations constructifs avec la gauche. Pour cela, Il Pungolo et la Perseveranza sont trop intransigeants et compromis. 
Torelli Viollier, avec le mot d'ordre « modération et médiation » commence à acquérir du crédit. Son non-engagement direct dans la politique se transforme en avantage. Sa ligne directrice de conciliation rassemble autour de son projet de nouveau journal la partie la moins disposée à se faire écarter de la droite milanaise. Il n'a pas l'investiture de l'Association constitutionnelle, mais même ceci est vu comme un avantage. 
Autant dans le milieu politique, la nouvelle ligne éditoriale est favorablement pressentie, autant le milieu journalistique s'y oppose. Dans le journal concurrent Ragione, avant même sa sortie, le nouveau journal est critiqué. Le nouveau journal nait, donc, officiellement comme une initiative personnelle de Torelli Viollier, qui cependant, ne dispose pas de l'argent nécessaire. 
En quelques jours – nous sommes déjà en 1876 – il trouve trois associés : Riccardo Pavesi, qui avait déjà acquis La Lombardia et qui avait placé Torelli Viollier à la direction et qui soutient le projet, anxieux de débuter en politique ; Riccardo Bonetti et Pio Morbio, tous deux avocats, que Pavesi a amené avec lui. 
Bonetti entre dans l'entreprise par amitié pour Pavesi et les deux se retirent dès les premières difficultés. Pio Morbio, fils de l'historien Carlo, marquera involontairement la  Corriere. En effet, sa sœur épouse Cristoforo Benigno Crespi qui, grâce à cette parenté, devient, quelques années plus tard, le propriétaire du journal.
En février 1876, les quatre hommes estiment pouvoir collecter 100 000 lires, soit le minimum pour pouvoir débuter. 
Il s'agit d'un montant assez faible si on considère que la publicité n'est pas une source importante d'entrées et qu'ils n'ont pas - à la différence des autres -  des subventions ministérielles ni l'appui financier de groupes industriels comme tous les autres titres. 

Torelli Viollier n'est pas en mesure de participer financièrement, n'ayant pas une lire à investir dans l'opération. 
En réalité des 100 000 lires nécessaires, les fondateurs n'en recueillent que 30 000. Au moment du choix du nom, ils optent pour Corriere rompant avec les traditionnels Avvisatore, Eco, Gazzetta et della Sera parce qu'imprimé en fin d'après midi.
Titta Torelli, frère d'Eugenio, devient le premier administrateur financier du Corriere sans percevoir de rémunération en raison du manque de capitaux. Le siège qui doit être prestigieux se trouve via Ugo Foscolo mais bénéficie de l'adresse Galleria Vittorio Emanuele 77 soit l'emplacement le plus prestigieux de Milan. La rédaction reste à cette adresse jusqu'au 30 septembre 1880 avant de se déplacer via San Pietro all'orto.
L'argent nécessaire pour se doter d'une imprimerie est bien sûr absent. Ils font appel à une imprimerie voisine de la via Marino, Enrico Reggiani. Les rapports entre la Corriere et Reggiani seront toujours empreints de méfiance et de confrontation. 
Le coût du papier est élevé et Titta Torelli se rend immédiatement compte que, en considérant toutes dépenses, il y a de l'argent pour publier au maximum une année. Tout s'avère précaire et hasardeux mais la volonté d'Eugène est plus forte et l’enthousiasme ne manque pas.

### leCorriere della Sera
Le jour du lancement, le dimanche 5 mars 1876, 15 000 exemplaires sont imprimés mais le tirage se limitera à seulement 3 000 exemplaires soit le dixième du Secolo. La sortie a lieu le dimanche de Carême, les autres journaux ne sont pas sortis, ainsi le Corriere vend tous ses exemplaires.
Les abonnements s'élèvent dès le début à 500 pour un prix à Milan de 18 lires et 24 dans le reste du pays. À l'époque, les journaux sont essentiellement vendus par abonnement. 
Le journal se compose de quatre pages, subdivisées en cinq colonnes.
En première page, on trouve l'éditorial de Torelli Viollier, Al Pubblico (au public), et le début du feuilleton qui se poursuit au fond de la seconde page. En quatrième page, il y a la publicité.
Les articles sont comme ceux des autres journaux, des nouvelles de seconde main issues de publications du Royaume (Fanfulla,  Bersagliere, Gazzetta d'Italia…) et des reprises réalisées par la direction.
Le 18 mars 1876, treize jours après la sortie du premier numéro, le gouvernement tombe et il se profile un éventuel cabinet de gauche. 
Le Corriere, fidèle aux déclarations de Torelli Viollier, occupe un rôle de médiation, représentant les membres nouveaux de la droite qui est en train de perdre.
La chute du ministère Minghetti est attendue et souhaitée aussi par une bonne part de la droite, qui la voit comme la défaite de la clique et l'occasion d'un renouvellement, même du point de vue du changement de génération. 
Cette position est partagée par la plupart de la majorité lombarde. Même les opérateurs économiques lombards voient l'avènement de la gauche sans angoisse et avec apaisement tant et si bien que la bourse de Milan ne subit pas de contrecoups ou d'effondrements, fin mars.
À partir des élections de novembre 1876, le Corriere inaugure une pratique qui devient une tradition.
Grâce à la complète indépendance financière, à la non-adhésion au financement par les « fonds des reptiles » ce qui leur est proposé en août 1876 par le préfet Bardesono,  et à la liberté intellectuelle que défend avec acharnement Torelli Viollier, le journal publie une liste de candidats, indépendamment de leurs origines politiques, qui sont « conseillés » aux lecteurs.
La liste est une tentative politique pour contrebalancer l'éventuelle excessive poussée innovatrice du futur cabinet. Presque tous les journaux publient une liste, mais la nouveauté du Corriere est la non adhésion inconditionnelle à un camp, ce qui n'est pas une mince affaire. Une autre innovation destinée à devenir une tradition est la divulgation des résultats à peine le comptage terminé, Torelli Viollier expose sur un grand tableau les résultats avec trois bonnes heures d'avance sur les autres journaux. Le même principe est utilisé lors de l'arrivée de nouvelles particulièrement importante.

### La fin de la carrière
Torelli Viollier laisse la direction du Corriere, dont le tirage atteint presque cent mille copies, aux mains de Domenico Oliva, en juin 1898 et nomme le journaliste Luigi Albertini directeur administratif qui apporte des modifications importantes. 
Il introduit le premier en Italie les rotatives cylindriques. Il crée le supplément dominical, La Domenica del Corriere, qui atteint le million et demi de copies. 

La ligne éditoriale empruntée par Oliva, fortement conservatrice, n'est pas partagée par Albertini, lequel, en conséquence, pendant deux ans, ne s'occupe pas de questions politiques. 
Entre Albertini et Torelli Viollier se sont instaurés de bons rapports et le journaliste, alors à peine âgé de trente ans, acquiert en janvier 1900, 64 % de la propriété du journal.
Torelli Viollier meurt peu après le 26 avril 1900.

## Vie privée
Peu avant la sortie du premier numéro, Torelli Viollier se marie avec Maria Antonietta Torriani, une institutrice et écrivaine de Novare. Elle signe ses écrits sous le pseudonyme de Marchesa Colombi. 
C'est une femme extravertie, indépendante et jalouse de sa propre indépendance. Elle fréquente les salons et les poètes et elle a des relations sentimentales avec des personnages liés à la littérature parmi lesquels Giosuè Carducci. 
Au contraire, Torelli Viollier n'a jamais connu de véritable relation amoureuse. Le caractère de Torriani s'oppose vite à celui de Luisa, la demi-sœur d'Eugenio, qui est très liée à son demi-frère, plus jeune de dix ans et la vie commune sous le même toit déclenche des disputes, surtout de la part de Torriani en raison de sa jalousie.
L’affrontement entre les deux femmes est à l'origine de la séparation du couple qui est vécu par Eugenio comme un moment très douloureux. Une jeune nièce de Torriani, venue à Milan pour des brèves vacances, se lie d'amitié avec Torelli Viollier, sensible à son intelligence juvénile. Torriani, exaspérée par les disputes continuelles avec Luisa, fait une scène de jalousie à sa jeune nièce, qui, se sentant coupable, se jette par la fenêtre. Torelli Viollier apprenant la nouvelle alors qu'il est à Naples pour son travail, rentre précipitamment et reste complètement choqué. À la suite de cet événement, les époux se disputent continuellement jusqu’à se séparer quelques mois après la tragédie. Leur mariage a duré douze ans. Torelli Viollier ne prendra plus de compagne.

## Biographie
- (it) Massimo Nava, Il Garibaldino che fece il Corriere della Sera, Rissoli, 2011,  (ISBN 9788817047500)

## Sources
- (it) Cet article est partiellement ou en totalité issu de l’article de Wikipédia en italien intitulé « Eugenio Torelli Viollier » (voir la liste des auteurs).